# Cholet Basket
Cholet Basket ist ein französischer Basketballverein aus Cholet in der Region Pays de la Loire. Der Verein wurde 1975 gegründet, als man sich von der 1926 gegründeten Basketballabteilung des Club Omnisports Choletais de la Jeune France löste. Der Verein verfügt über eine ambitionierte Jugendarbeit, hat mehrere Nationalspieler hervorgebracht und wurde in den Jugend- und Juniorenaltersklassen mehrmals nationaler Meister und Pokalsieger.

## Geschichte
Der Verein startete 1975 in der dritten Liga und erreichte den Aufstieg in die höchste Spielklasse bis 1987. Bereits in der ersten Erstligasaison gelang die Qualifikation für einen europäischen Pokalwettbewerb. Die bis dahin erfolgreichste Saison erzielte die Mannschaft 1997/98, als man neben dem 3. Platz in der Meisterschaft und dem Einzug sowohl ins Halbfinale der Meisterschaft wie auch im Korać-Cup mit dem Pokalsieg den ersten Titel gewann. In der folgenden Saison konnte man den dritten Platz bestätigen und den Pokaltitel verteidigen, schied jedoch diesmal bereits im Viertelfinale der Meisterschafts-Play-offs sowie im Achtelfinale des Saporta Cups aus.
Die größten Erfolge feierte der Verein in der jüngeren Vergangenheit, als nach dem größten internationalen Erfolg, dem Finaleinzug im EuroChallenge-Cup 2009, der erste nationale Meistertitel 2010 erreicht wurde.

## Aktueller Kader
| Spieler | Spieler            | Spieler            | Spieler    | Spieler | Spieler | Spieler                |
| Nr.     | Nat.               | Name               | Geburt     | Größe   | Info    | Letzter Verein         |
| ------- | ------------------ | ------------------ | ---------- | ------- | ------- | ---------------------- |
|         |                    | Guards (PG, SG)    |            |         |         |                        |
| 0       | Vereinigte Staaten | Isaiah Swann       | 10.02.1985 | 188     |         | Maccabi Aschdod (ISR)  |
| 5       | Frankreich         | Jonathan Rousselle | 07.02.1990 | 187     |         | Gravelines-Dunkerque   |
| 11      | Frankreich         | Abdoulaye Ndoye    | 09.03.1998 | 191     |         | Jugend                 |
| 13      | Vereinigte Staaten | Ángel Rodríguez    | 05.12.1992 | 180     |         | Miami Hurricanes (USA) |
| 32      | Frankreich         | Johan Clet         | 24.01.1996 | 190     |         | Jugend                 |
|         |                    | Forwards (SF, PF)  |            |         |         |                        |
| 3       | /                  | Ilian Evtimov      | 28.04.1993 | 201     |         | Élan Chalon            |
| 12      | /                  | Benjamin Dewar     | 30.08.1981 | 196     |         | Manresa (ESP)          |
| 16      | Frankreich         | Darel Poirier      | 27.07.1997 | 207     |         | Jugend                 |
| 34      | Vereinigte Staaten | David Noel         | 27.02.1984 | 201     |         | Orléans                |
|         |                    | Center (C)         |            |         |         |                        |
| 8       | Frankreich         | Jerry Boutsiele    | 20.04.1992 | 207     |         | Denain                 |
| 15      | Vereinigte Staaten | Graham Brown       | 19.08.1984 | 206     |         | Gravelines-Dunkerque   |
|         | Frankreich         | Warren Woghiren    | 23.10.1998 | 210     |         | Jugend                 |

| Trainer    | Trainer        | Trainer  |
| Nat.       | Name           | Position |
| ---------- | -------------- | -------- |
| Frankreich | Philippe Hervé | Chef     |
| Frankreich | Régis Boissié  | Co       |

| Legende           | Legende         |
| Abk.              | Bedeutung       |
| ----------------- | --------------- |
| A-Nat             | Nationalspieler |
| Quellen           |                 |
| Teamhomepage      |                 |
| Ligahomepage      |                 |
| Stand: 29.11.2017 |                 |

| Legende           | Legende         |
| Abk.              | Bedeutung       |
| ----------------- | --------------- |
| A-Nat             | Nationalspieler |
| Quellen           |                 |
| Teamhomepage      |                 |
| Ligahomepage      |                 |
| Stand: 29.11.2017 |                 |

## Erfolge
National
- Französischer Meister: 2010
- Französischer Pokalsieger (2): 1998, 1999
- Sieger der Semaine des As: 2008

International
- Finalist der EuroChallenge: 2009

## Bekannte Spieler
| - Jim Bilba 1986 bis 1992, 2003 bis 2007 - Antoine Rigaudeau 1987 bis 1995 - Artūras Karnišovas 1994/95 - Stéphane Ostrowski 1995 bis 1998 - John Amaechi 1996 - Micheal Ray Richardson 1998 - Randolph Childress 1999 - / Tony Dorsey 2001/02 | - K’Zell Wesson 2001 bis 2003 - Mickaël Gelabale 2001 bis 2004, 2009/10 - Nando de Colo 2002 bis 2009 - Rodrigue Beaubois 2005 bis 2009 - Kevin Seraphin 2006 bis 2010 - Rudy Gobert 2010 bis 2013 - Marcus Goree 2012/13 |